# Anita Weyermann
Anita Weyermann (Wynigen, 8 dicembre 1977) è un'ex mezzofondista svizzera.

## Palmarès

### Mondiali
- 1 medaglia:
  - 1 bronzo (Atene 1997 nei 1500 m)

### Europei
- 1 medaglia:
  - 1 bronzo (Budapest 1998 nei 1500 m)

### Europei di corsa campestre
- 1 medaglia:
  - 1 oro (Velenje 1999 nell'individuale)

### Mondiali U20
- 2 medaglie:
  - 2 ori (Lisbona 1994 nei 1500 m; Sydney 1996 nei 3000 m)